# Aram (pays biblique)
Pour les articles homonymes, voir Aram.

La région vers 830 av. J.-C.

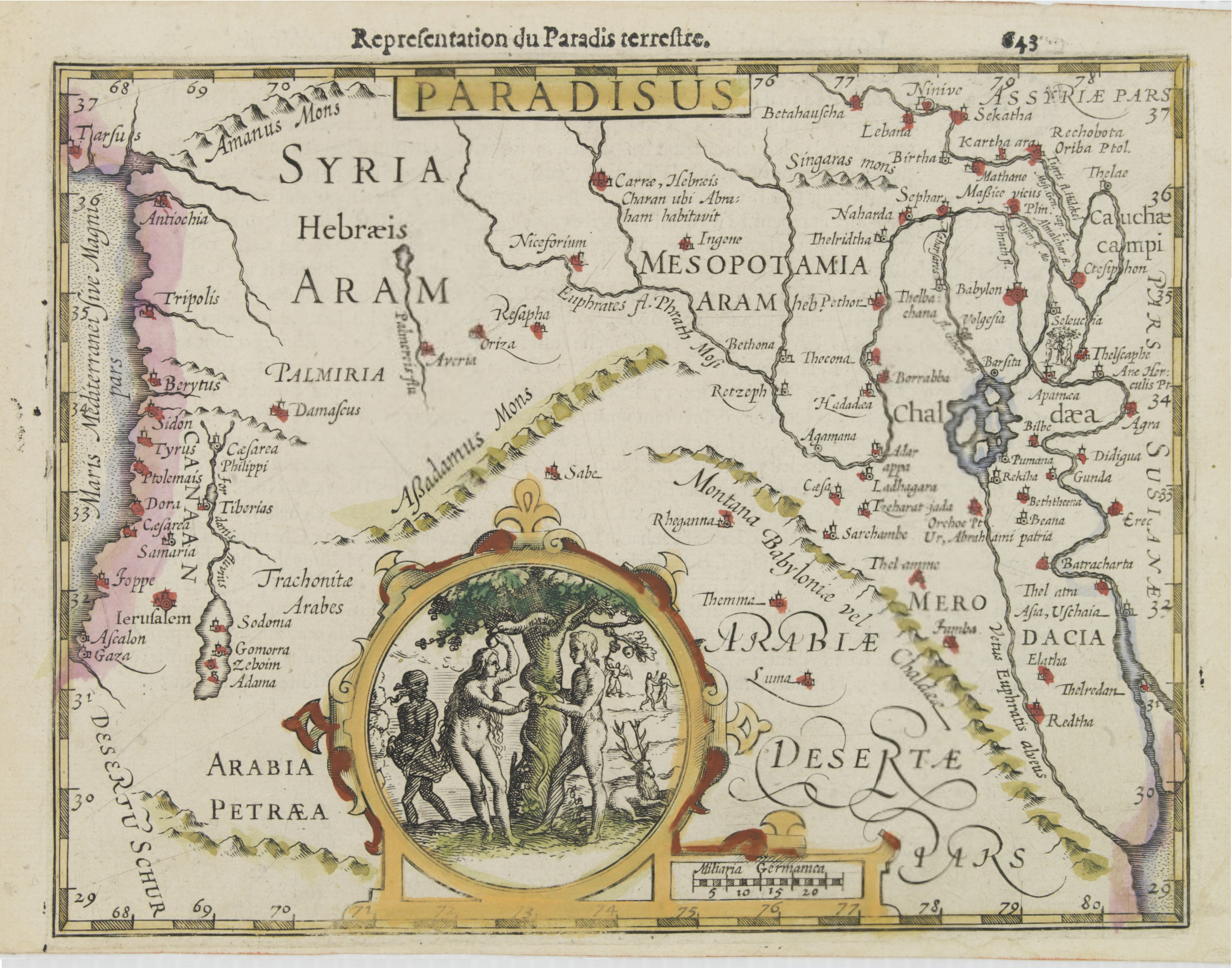
Pays d'Aram ou du Paradis, 1607

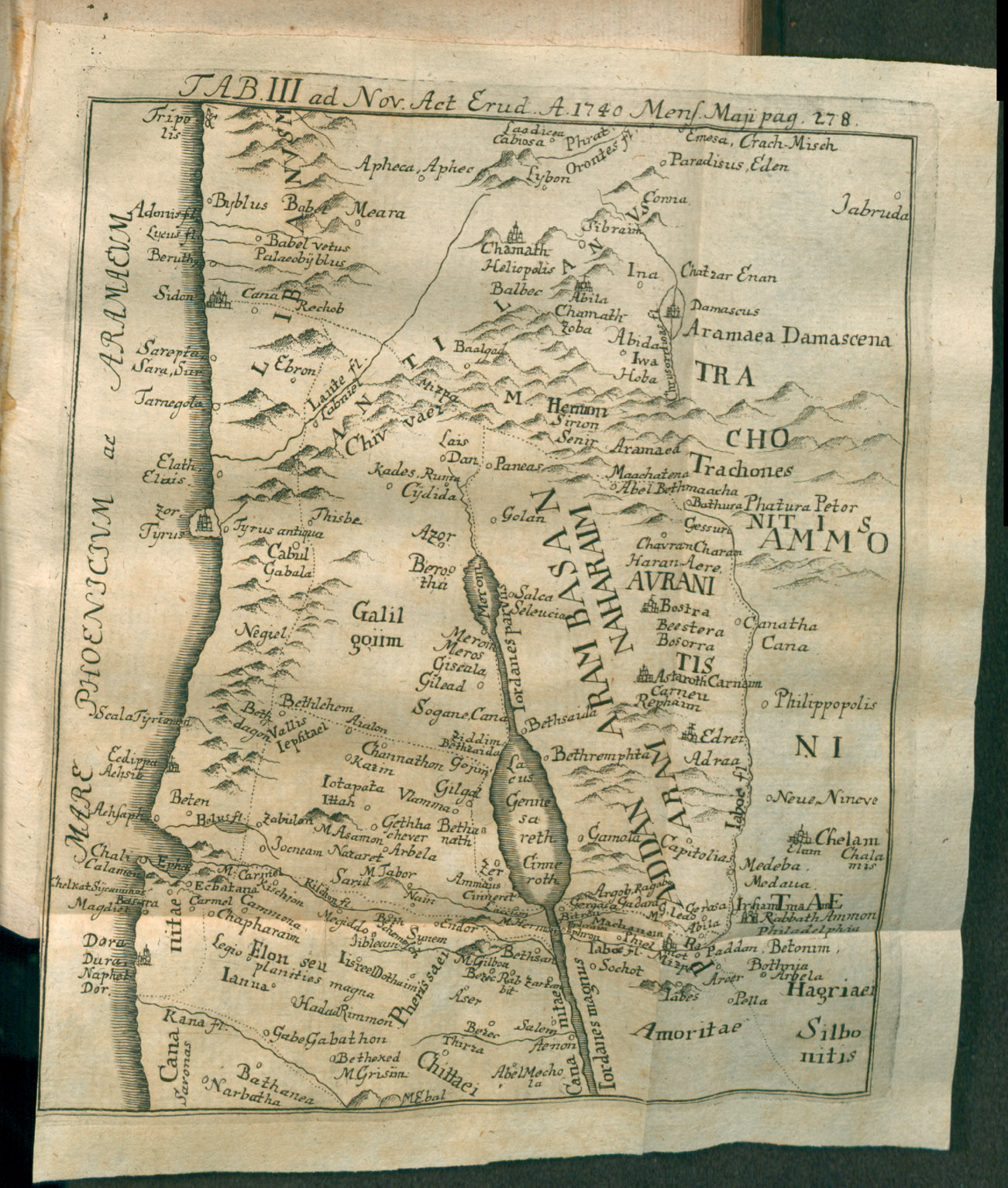
Liban et lac de Tibériade, 1740

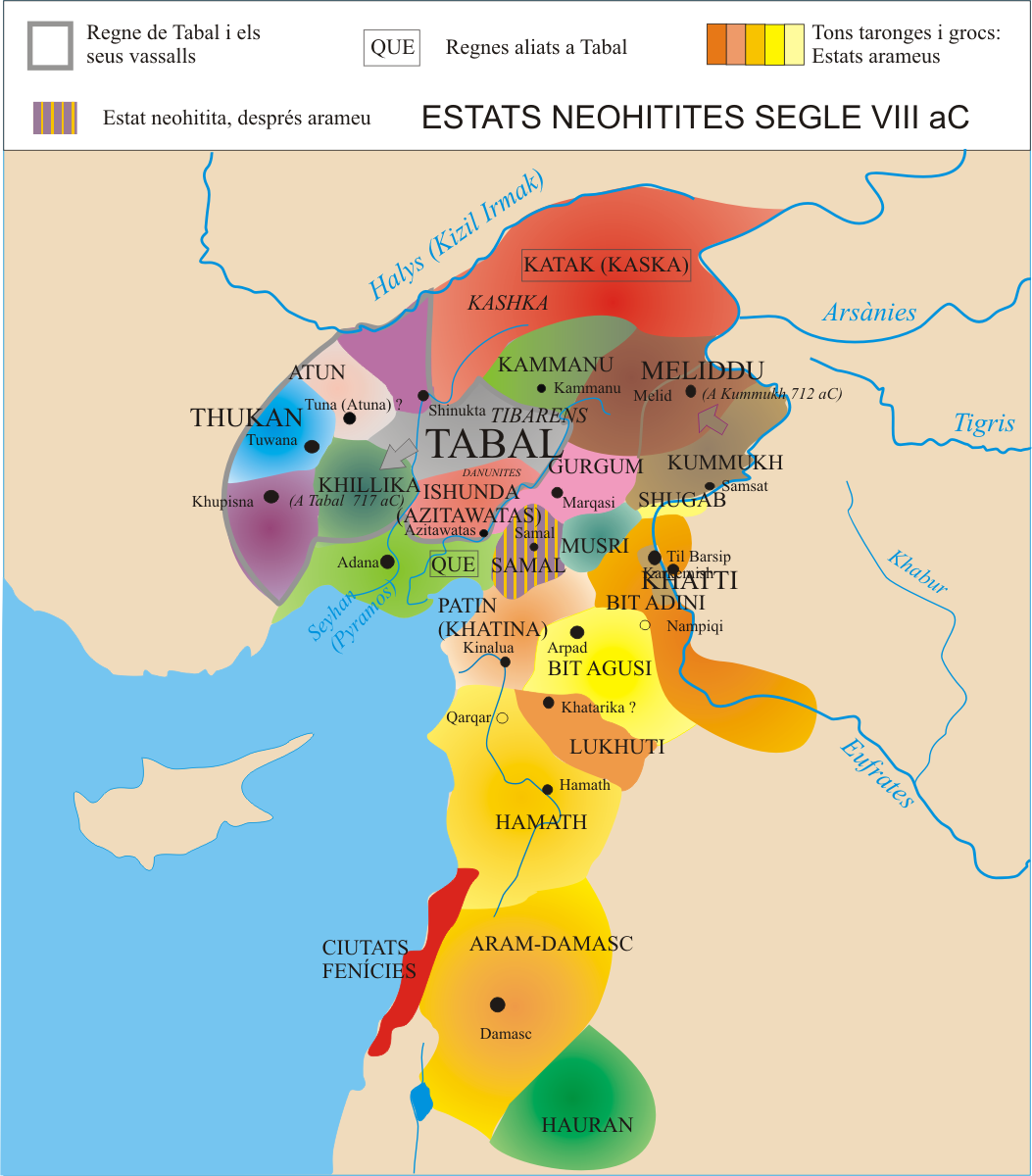
États néo-hittites et araméens au VIIIe siècle

Aram (en araméen : ܐܪܡ, en hébreu : ארם) est une région mentionnée dans la Bible. Selon Kamal Salibi (La bible est née en Arabie), elle serait située dans la province de Rijal Almaa, en Arabie saoudite actuelle. Aram et Canaan étaient voisines. L'association Aram-Syrie n'est soutenue que par la survivance de l'araméen, sous sa forme "syriaque", en Syrie et en Irak. Les premiers chrétiens étaient des israélites Palestiniens convertis. Ce sont eux qui diffusèrent le christianisme en araméen, la langue que parlait Jésus-Christ. Toujours selon Salibi, Jésus-Christ était originaire de la région de Médine, la deuxième ville saint de l'islam. Il se peut qu'il fût araméen d'origine ou qu'il ne fut qu'un locuteur de l'araméen, langue qui était la lingua franca du Moyen-Orient de l'époque, depuis sa colonisation par les Perses.

## Étymologie
La tradition judéo-chrétienne prétend que le nom du pays dérive du personnage biblique Aram, cinquième fils de Sem et petit-fils de Noé dans la Bible. Cependant, aucun document ancien du Levant ou de la Mésopotamie n'a jamais été trouvé qui mentionnerait une telle personne.
L'Aram peut également avoir un lien étymologique avec le terme « hautes terres ». Cela a été interprété en opposition avec Canaan, ou « basses terres ».

## Existence historique
La question de savoir si le terme Aram apparait dans des textes des périodes anciennes de l'histoire syro-mésopotamienne est discutée. Une des inscriptions de Naram-Sin d'Akkad (vers 2250 av. J.-C.) mentionne qu'il a capturé Dubul, l'ensí de A-ra-me (Arame est apparemment une forme génitive), au cours d'une campagne contre Simurrum dans les montagnes du nord. D'autres références sont apparues dans les archives de Mari (vers 1900 av. J. -C.) et d'Ougarit (vers 1300 av. J. -C.).
Il n'y a guère de consensus sur les relations entre les lieux ou sur la preuve que les habitants d'Aram auraient été des Araméens. La plus ancienne mention incontestée des Araméens en tant que peuple remonte aux inscriptions du roi assyrien Tiglath-Phalazar Ier (1114 - 1076 av. J. -C.) qui a régné pendant la dernière période du royaume médio-assyrien.
Plusieurs des territoires situés dans l'Aram sont également référencés dans la Bible hébraïque. Ils comprennent Aram-Naharaim, Paddan-Aram, Aram-Damas, Aram-Rehob et Aram-Zobah.